# Magdouche

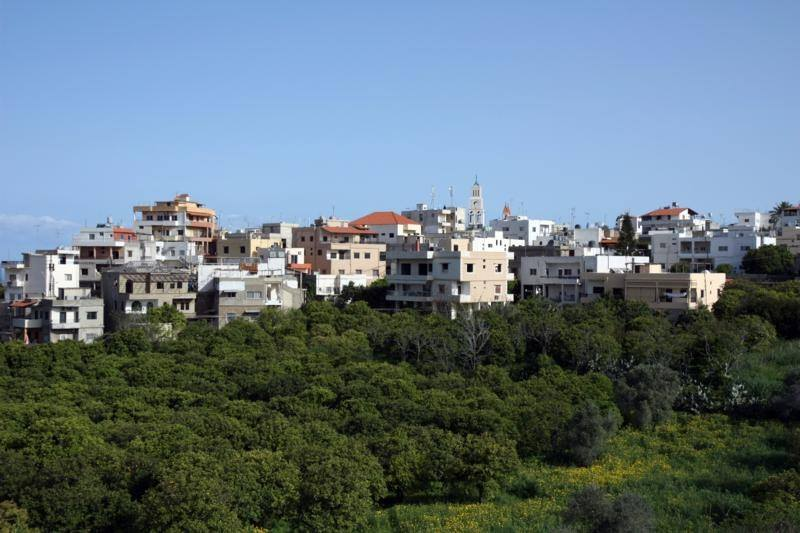
Magdouche

Magdouche é uma cidade do Líbano. Ela está localizada a 50 km ao sul de Beirute e 8 km a sudeste de Sidon. A vila fica a 3 km do Mediterrâneo, ocupando uma colina com altitude variando entre 200 e 229 metros acima do nível do mar.

## Demografia
Magdouche tem uma população permanente de 8.000 habitantes, aproximadamente, a maioria dos quais são católicos gregos melquitas e poucos católicos maronitas.

## História
O nome, Magdouche, tem origem na palavra siríaca, que significa "coletores de colheitas". Também é derivado da palavra siríaca Kidsh e seus derivados (Kadisho, Kadishat, Makdosho). Em hebraico, significa "santo" ou "santa". De acordo com a crença cristã, quando Jesus chegou a Sidon, a Virgem Maria que o acompanhava o esperou no topo da colina onde hoje se localiza Magdouche. Ela passou a noite em uma caverna que ficou conhecida como Mantara, ou "Esperando".
A ida de Jesus Cristo e seus discípulos a Tiro e Sídon é narrada no Evangelho de São Mateus (15:21-28) e de São Marcos (Marcos 7:31-37). Embora não seja explicitamente informado a presença da Virgem Maria no texto, e esta espera do retorno deles, a Sagrada Tradição ressalta que ela, e outras mulheres, acompanhavam Jesus em suas viagens.
Em Magdouche as crônicas relatam aparições da Virgem Maria. Segundo estas crônicas, em 11 de junho de 1911, cerca de 400 pessoas viram uma aparição silenciosa e luminosa da Virgem Maria com Jesus Menino perto da caverna.
Outro relato diz sobre uma nova aparição para 600 pessoas, aproximadamente, em 1991.
O Imperador Constantino, o Grande, atendeu ao pedido de Santa Helena e transformou a caverna em um santuário para a Virgem. Ele ergueu uma torre em homenagem à Virgem. A torre desabou durante o terremoto de 550. Mais tarde, o Rei Luís IX ergueu uma torre de vigia no mesmo local. A caverna de Mantara foi mais uma vez descoberta acidentalmente por um pastor em 1726. Um ícone da Virgem também foi descoberto, e era de estilo bizantino, datando do século 7 ou 8 .
A história de Magdouche confunde-se com a história de Sidon. Uma das mais importantes cidades fenícias, e teria sido, possivelmente, a mais antiga.
A Civilização Fenícia foi uma civilização da Antiguidade cujo epicentro se localizava no norte da antiga Canaã, ao longo das regiões litorâneas dos atuais Líbano, Síria e norte de Israel, baseada numa cultura comercial marítima empreendedora que se espalhou por todo o mar Mediterrâneo durante o período que foi de 1 500 a.C. a 300 a.C..
Os fenícios eram grandes navegadores. Há estudiosos que argumentam que estiveram no atual território brasileiro muitos séculos antes de Cristóvão Colombo e os portugueses aportarem no chamado Novo Mundo..

## Imigração Libanesa no Estado do Espírito Santo
Da cidade de Magdouche proveio, inicialmente, uma intensa imigração libanesa para o Brasil. Particularmente, para o município de Iconha, no Estado do Espírito Santo, no fim do século XIX, depois do pioneirismo de Jorge Aarão, natural desta cidade libanesa. Jorge Aarão, inicialmente, foi mascate e depois estabeleceu um comércio e recebeu inúmeros conterrâneos que dele receberam apoio para se estabeleceram no Brasil.
Como afirma Moraes, "a imigração libanesa não foi uma imigração subvencionada pelo Governo do Líbano nem pelo Governo do Brasil. Eles viajavam por conta própria, muitas vezes ajudados por parentes e amigos já estabelecidos em terras capixabas. Esse agrupamento junto a amigos e familiares certamente ajudava a manutenção, adaptação e segurança dos imigrantes. O vínculo do parentesco sempre foi importante para os libaneses".
Inúmeras famílias influentes neste Estado brasileiro, atualmente, têm suas origens em Magdouche.